# Dämmerung (Horkheimer)
Dämmerung sind in der Zeit von 1926 bis 1931 entstandene, aber erst 1934 in Zürich unter dem Pseudonym „Heinrich Regius“ erschienene Aphorismen des Frankfurter Philosophen Max Horkheimer, die sich mit dem Gestus radikaler antibürgerlicher Revolte in ihren Alltagsbeobachtungen über das gesellschaftliche Unrecht und die Kluft zwischen Reichtum und Armut empören.

## Ausgaben
- Heinrich Regius [d. i. Max Horkheimer]: Dämmerung. Notizen in Deutschland. Oprecht & Helbling. Zürich 1934.
- Max Horkheimer: Dämmerung. Notizen in Deutschland. In: Max Horkheimer: Gesammelte Schriften, Band 2: Philosophische Frühschriften 1922-1932. Hrsgg. von Gunzelin Schmnid Noerr. Fischer Taschenbuch Verlag, Frankfurt am Main 1987,  S. 309–452